# Horvathinia
Horvathinia is een geslacht van wantsen uit de familie reuzenwaterwantsen (Belostomatidae). Het geslacht werd voor het eerst wetenschappelijk beschreven door Montandon in 1911.

## Soorten
Het genus bevat de volgende soorten:

- Horvathinia lenti De Carlo, 1957
- Horvathinia pelocoroides Montandon, 1911